# Vultejus (Adelsgeschlecht)

Wappen derer von Vultejus / von Vultée

Vultejus (auch Vultée) ist der Name eines hessischen Adelsgeschlechts. Das Geschlecht stammt ursprünglich aus Wetter bei Marburg an der Lahn, gehörte dem Rat zu Wetter an und hieß Will oder Wöhl, latinisiert dann Willius, Wultejus oder Vultejus.

## Geschichte
Erstmals erscheint das Geschlecht urkundlich 1404 mit Ludwig Wille, dem Deutschordenspächter bei Wetter. Die ununterbrochene Stammreihe beginnt mit dem Schöffen Johannes Will, urkundlich 1462, verstorben 1504 in Wetter. Sein Enkel Jost Will, Sohn des 1529 verstorbenen Johannes Wöhl (Johann Will; Vultejus), Bürgermeisters zu Wetter, latinisierte im Zuge seiner akademischen Ausbildung seinen Namen und nannte sich fortan Justus Vultejus. Dessen Sohn Hermann Vultejus wurde in Wien am 28. Dezember 1630 in den Reichsadelstand erhoben.
In der nächsten Generation teilte sich das Geschlecht in zwei Linien, Marburg und Kassel, die bis heute bestehen. In der Linie Marburg wandelte Hermanns Enkel, der Hessen-Kasseler Vizekanzler Hermann von Vultejus seinen Namen, einer Mode der Zeit entsprechend, um 1714 in die bis heute in dieser Linie weitgehend gebrauchte Namensform von Vultée. Er erhielt eine rittermäßige Reichsadelsbestätigung mit Wappenbesserung am 8. Oktober 1694. Die Linie Marburg teilte sich in der Mitte des 18. Jahrhunderts in drei weitere Äste: Kleinensee, Hachborn und Marburg.
Zu den Besitzungen, die die Herren von Vultée im 17. und 18. Jahrhundert erlangten, gehörten u. a. Rittergüter in Elnhausen bei Marburg, Adorf bei Korbach, Kleinensee bei Friedewald, Dippach bei Eisenach, Bosserode bei Rotenburg und Wieblingen, heutiger Stadtteil von Heidelberg.
Vom 18. bis zur Mitte des 19. Jahrhunderts gehörte die Familie der althessischen Ritterschaft an. Aus dem Geschlecht gingen zahlreiche hohe Beamte und Offiziere hervor, die vor allem in hessischen Diensten standen.
Die Linie „Kassel“, begründet durch den hessischen Kanzler Johannes Vultejus, führt die ursprüngliche latinisierte Namensform „Vultejus“ bis in die Gegenwart.

## Wappen
Das Wappen zeigt in Silber einen aus dem Fußrand wachsenden, seitwärts gewandten schwarzen Brackenkopf mit herausgestreckter roter Zunge und goldenem Halsband. Auf dem gekrönten Helm die Schildfigur. Die Helmdecke ist schwarz-silbern.
Das Original-Wappen ist in der Marienkirche in Marburg mehrfach, mit nach rechts, als auch nach links gewandtem Brackenkopf zu sehen.

## Bekannte Familienmitglieder
- Justus Vultejus (* 1529; † 1575), Professor für Hebräisch, Paedagogiarch in Marburg
- Hermann Vultejus (* 1555; † 1634), Professor jur. und der Griechischen Sprache, Vizekanzler der Universität Marburg
- Johannes Vultejus (* 1605; † 1684), landgräflich Hessen-Kasseler Kanzler, Vormundschaftsrat und Gesandter zum Friedensschluss in Münster und Osnabrück
- Justus Hermann Vultejus (* 1654; † 1726), landgräflich Hessen-Kasseler Kanzler und Geheimer Rat
- Hermann von Vultejus (von Vultée) (* 1634; † 1723), landgräflich Hessen-Kasseler Vizekanzler in Marburg
- Hermann von Vultée der Jüngere (1672–1714), Gesandter des Landgrafen Karl zum Oberrheinischen Reichskreis
- Joachim Christof von Vultée (* 1676; † 1735), königlich Schwedischer Generalmajor, landgräflich Hessen-Kasseler Brigadier und Kommandant von Rinteln
- Wilhelm von Vultée (* 1681; † 1773), fürstlich Waldeckischer Kammerpräsident und Hofrichter, ältester ritterschaftlicher Deputierter
- Hermann Wilhelm Adolph von Vultée (* 1713; † 1792), landgräflich Hessen-Darmstädtische Oberamtmann zu Zwingenberg
- Carl von Vultée (* 1778; † 1844), deutscher Oberforstmeister und Politiker
- Heinrich von Vultée (* 1928; † 1989), Zahnarzt, Vorsitzender des Verwaltungsrats des Versorgungswerks der Kassenzahnärztlichen Vereinigung Hessen.
- Gerard „Jerry“ Vultee (* 1900; † 1938), Flugzeugbauer und Fabrikant (Vultee Aircraft)
- Alexandra Freifrau von Berlichingen (geb. von Vultejus); heiratete 2001 Bundespräsident a. D. Roman Herzog
- Ulrich Vultejus (* 1927; † 2009), deutscher Richter und Autor